# Alcea nikitinii
Alcea nikitinii är en malvaväxtart som beskrevs av Modest Mikhaĭlovich Iljin. Alcea nikitinii ingår i släktet stockrosor, och familjen malvaväxter. Inga underarter finns listade i Catalogue of Life.